# SARM (音楽家)
SARM（サーム）は、日本のシンガーソングライター、アーティスト。所属事務所はアミューズ。

## 概要
独特のヴィンテージボイスとパワフルなライブパフォーマンスで魅了する、シンガーソングライター。自らの歌のルーツであるジャズ、ブルース、ソウルをベースに、最新の音楽を融合させた新しい音楽スタイルを確立。特にJanis Joplinの影響を強く受けている。活動は国内にとどまらず、台湾、香港、タイなどのアジア圏やオーストラリアでのライブも盛況を収めた。音楽のみならず独自のスタイルを表現したファッション性も支持され、ファッション誌での特集やRakuten Fashion Week TOKYO 2021 A/Wでパフォーマンスを行うなど各方面で活躍。ライブ評価も高く、Awesome City Clubのツアー、日比谷音楽祭 2021などに出演。さらに「FUJI ROCK FESTIVAL'20 LIVE ON YOUTUBE」ROOKIE A GO-GOステージでは10万人以上が視聴する中ライブを披露し、Twitterでトレンド入りするなど大きな注目を集めた。 3rd Single “BONBON GiRL“ がJ-WAVEによるNEXTブレイクソング「SONAR TRAX」に選ばれ話題となり、以来1年3ヶ月ぶりとなる待望の新曲 “Persona Ladies“ を2022年1月18日にリリース。

## 来歴
2019年7月14日、1st シングル「I still got it」をリリース。
2019年8月8日、SANABAGUN.の岩間俊樹がリベラル名義でリリースした楽曲「LiLiA feat. SARM（track by SWING-O）」に参加。
2019年8月28日、2ヶ月連続となるシングル「Muscari」をリリース。
2019年12月23日に開催された、Awesome City Clubのライブツアー「Awesome talks -Nice Buddy Tour 2019-」東京公演に、ゲストアーティストとして出演。
2019年12月25日に発売された、ライフスタイルレーベル「Chilly Source」のコンピレーションアルバム「Chilly Source Compile Vol.2」に収録されている楽曲「Passionate kiss」に参加。
2020年1月12日、1st EP「I don't wanna do」をリリース。
2020年4月12日、Spincoasterのクリエイティブ・プロジェクト「TOKYO SOUNDS」のMusic Bar Sessionにてライブ映像が公開される。
2020年5月20日に発売された、湘南乃風の新アルバム「湘南乃風 〜四方戦風〜」の中の楽曲「Power of the equality feat. BAKU, SARM & LEO (from ALI) 」に参加。
2020年8月21日、「FUJI ROCK FESTIVAL'20 LIVE ON YOUTUBE」内、新人アーティストの登竜門ステージ「ROOKIE A GO-GO」ステージに出演し、ライブパフォーマンスを披露した。
2020年10月11日、シングル「BONBON GiRL」をリリース。2020年11月、同曲がJ-WAVEがセレクトした今、聴くべきNEXT BREAKアーティストの楽曲「J-WAVE SONAR TRAX」に選ばれる。
2021年3月17日、Rakuten Fashion Week TOKYO内、ファッションブランド「el conductorH」の秋冬コレクションショーにて、バンド編成で生演奏を披露。
2021年3月24日にリリースされた、マルチ・クリエイター YonYonの1st EP「The Light, The Water」に収録されている楽曲「Beautiful Women(Stones Taro Remix) feat. SARM 」に参加。
2021年5月30日、オンライン配信で開催された「日比谷音楽祭 2021」に出演。
2022年1月18日、シングル「Persona Ladies」をリリース。
2023年2月12日、シングル「かわいい男の子」をリリース。
2023年5月23日・24日、恵比寿BLUE NOTE PLACE恵比寿2DAYSの出演
2023年8月16日、シングル「D♡VE QUEEN」をリリース。
2023年9月9日、Bar Romance -Extra Edition-に出演。
2023年10月8日、MINAMI WHEEL 2023に出演。
2023年11月13日・14日、恵比寿のBLUE NOTE PLACE 2DAYSライヴに再出演。

## ディスコグラフィ

### シングル
| タイトル         | レーベル | 形態         | リリース       |        |
| ---------------- | -------- | ------------ | -------------- | ------ |
| I still got it   | SImones  | デジタル配信 | 2019年7月14日  | [ 7 ]  |
| Muscari          | SImones  | デジタル配信 | 2019年8月28日  | [ 8 ]  |
| I don't wanna do | SImones  | デジタル配信 | 2020年1月12日  | [ 9 ]  |
| BONBON GiRL      | SImones  | デジタル配信 | 2020年10月11日 | [ 10 ] |
| Persona Ladies   | SImones  | デジタル配信 | 2022年1月18日  | [ 11 ] |
| かわいい男の子   | SImones  | デジタル配信 | 2023年2月12日  |        |
| D♡VE QUEEN       | 369music | デジタル配信 | 2023年8月16日  |        |